# Return to Silent Hill
Return to Silent Hill é um futuro filme de terror psicológico e a terceira entrada na franquia de filmes Silent Hill. Baseado no jogo Silent Hill 2, é co-escrito e dirigido por Christophe Gans e conta com Jeremy Irvine no papel principal.
Anunciado em Outubro de 2022, Return to Silent Hill foi filmado na Alemanha e Sérvia entre Abril de 2023 e Fevereiro de 2024. O filme está previsto para ser lançado nos Estados Unidos em 23 de Janeiro de 2026. Ainda não há previsão de lançamento do filme em outros países.

## Premissa
Quando uma carta misteriosa chama James de volta a Silent Hill em busca de seu verdadeiro amor, ele encontra uma cidade antes reconhecível, transformada por um mal desconhecido. À medida que James se aprofunda na escuridão, ele encontra figuras aterrorizantes, algumas familiares, outras novas, e começa a questionar sua própria sanidade enquanto luta para entender a realidade e se manter firme por tempo suficiente para salvar seu amor perdido.

## Elenco
- Jeremy Irvine como James Sunderland [4]
- Hannah Emily Anderson como Mary[5]
- Evie Templeton como Laura. A atriz também realizou a captura de movimento e a voz de Laura no remake do jogo Silent Hill 2[6]
- Pearse Egan como Eddie Dombrowski
- Eve Macklin como Kaitlyn
- Alana Maria como Mitzy
- Emily Carding como Dara

## Produção
Em Janeiro de 2020, o diretor de Silent Hill (2006), Christophe Gans, disse à revista francesa Allocine que ele está escrevendo novos roteiros baseados nos jogos Silent Hill e Fatal Frame, com o produtor Victor Hadida. Depois, clarificou que não se tratava de uma sequência dos filmes lançados entre 2006 e 2012, e sim uma história única.
Escrito por Gans, Sandra Vo-Anh e Will Schneider, o filme é uma adaptação do video game Silent Hill 2. Gans disse em setembro de 2022 que havia finalizado o roteiro do filme e que havia se inspirado em P.T., demo do jogo cancelado Silent Hills. Gans trabalhou em conjunto com a Konami para criar uma nova estética para os monstros, inclusive aqueles que apareceram em seus filmes anteriores, como o Pyramid Head.
As filmagens ocorreram entre abril de 2023 e fevereiro de 2024, em Belgrado, Sérvia, e em diversas cidades alemãs, como Munique e Nuremberga. O filme foi financiado pela Davis Films e pela Ashland Hill Media Finance. Além disso, recebeu €1 milhão do programa FFY Bayern, da Alemanha.
Em fevereiro de 2025, Gans declarou que havia "finalizado o filme dez dias atrás" e que era para ter acabado muito antes, mas foi arrastado por culpa dos produtores executivos.

## Lançamento
Em Maio de 2025, foi noticiado que a Cineverse havia adquirido os direitos de distribuição do filme nos Estados Unidos. No mês seguinte, a Iconic Eventes Realising se juntou como distribuidora, com o filme com data de estreia marcada nos Estados Unidos para 23 de janeiro de 2026.